# Prorella desperata
Prorella desperata är en fjärilsart som beskrevs av George Duryea Hulst 1896. Prorella desperata ingår i släktet Prorella och familjen mätare. Inga underarter finns listade i Catalogue of Life.